# Djupvik, Björneborg
Djupvik (finska: Tiutviiki) är en vik i Finland. Den ligger i Björneborg i den ekonomiska regionen  Björneborgs ekonomiska region  och landskapet Satakunta, i den sydvästra delen av landet, 250 km nordväst om huvudstaden Helsingfors.